# Jacquees
 (septembre 2018).
Si vous disposez d'ouvrages ou d'articles de référence ou si vous connaissez des sites web de qualité traitant du thème abordé ici, merci de compléter l'article en donnant les références utiles à sa vérifiabilité et en les liant à la section « Notes et références ».
Jacquees, de son vrai nom Rodriquez Jacquees Broadnax, né le 15 avril 1994 à Atlanta aux États-Unis, est un chanteur et auteur-compositeur américain de hip-hop et R&B.

## Biographie
Jacquees collabore avec de nombreux artistes américains dont Chris Brown, Trey Songz, T.I., Travis Porter, Ty Dolla Sign, Dej Loaf, Birdman, Rich Homie Quan, Young Thug, Trinidad James,Nba youngboy,Quavo et August Alsina.

## Discographie

### Albums studio
- 2018 : 4275
- 2019 : King of R&B
- 2019 : Christmas in Decatur
- 2022 : Sincerely For You
- 2024 : Baby Making

### Extended plays
- 2011 : I Am Jacquees
- 2014 : 19
- 2016 : Lost At Sea (avec Birdman)
- 2018 : This Time I'm Serious

### Mixtapes
- 2011 : Round Of Applause
- 2012 : Fan Affiliated
- 2013 : Quemix
- 2015 : Quemix 2
- 2016 : Mood
- 2017 : Since You Playin
- 2017 : Fuck a Friend Zone (avec Dej Loaf)
- 2018 : TBA (avec Chris Brown)

### Singles

#### En collaboration
- 2012 : Someone Like You (avec Bandit Gang Marco)
- 2014 : Feel It (avec Rich Homie Quan et Lloyd)
- 2014 : Is Da You
- 2014 : Pandora
- 2015 : Come Thru (avec Rich Homie Quan)
- 2015 : Like Baby
- 2015 : Ms. Kathy (Make Up)
- 2016 : Lost At Sea (avec Birdman)
- 2016 : B.E.D
- 2016 : Good Feeling
- 2016 : At The Club (avec Dej Loaf)
- 2018 : You

#### Collaborations
- 2014 : Addicted (Bpace avec Jacquees)
- 2014 : Sex Shit (DC DaVinci avec  Jacquees)
- 2016 : Pull Up (Rich Gang avec Jacquees, J-Soul, Ralo, Stylz, Derez Lenard et Birdman)
- 2017 : Scarlett Rose (Ke'Ondris avec Jacquees)
- 2017 : Work Sumn (Kirko Bangz avec Tory Lanez & Jacquees)
- 2018 : Freaky With You (Nelly avec Jacquees)